# Vladislav Stojanov
Vladislav Bojkov Stojanov (Bulgaars: Владислав Бойков Стоянов) (Pernik, 8 juni 1987) is een Bulgaars voormalig voetballer die speelde als doelman. Tussen 2004 en 2021 was hij actief voor Naftex Boergas, Tsjernomorets Pomorie, Tsjernomorets Boergas, Sheriff Tiraspol en Loedogorets. Stojanov maakte in 2010 zijn debuut in het Bulgaars voetbalelftal en kwam uiteindelijk tot negentien interlandoptredens.

## Clubcarrière
Stojanov speelde in de jeugdopleiding van Metalurg Pernik en in 2000 sloot hij zich aan bij die van CSKA Sofia. Hij brak echter door bij Naftex Boergas, dat hem nog even verhuurde aan Tsjernomorets Pomorie. In juni 2006 verkaste de doelman naar Tsjernomorets Boergas, waar hij vier jaar zou spelen. In 2008 was Stojanov nog even op proef bij Dynamo Kiev, maar dat liep op niets uit. Hij vertrok in januari 2010 wel; Sheriff Tiraspol werd zijn nieuwste werkgever. Na drie jaar werd hij in 2013 aangetrokken door Loedogorets. In dienst van deze club werd hij in februari 2015 uitgeroepen tot Bulgaars voetballer van het jaar 2014. Nadat zijn verbintenis bij Loedogorets was afgelopen in de zomer van 2021, vertrok Stojanov bij de club. Hierop besloot de doelman op vierendertigjarige leeftijd een punt te zetten achter zijn actieve loopbaan.

## Interlandcarrière
Zijn debuut in het Bulgaars voetbalelftal maakte Stojanov op 12 oktober 2010, toen er met 0–2 gewonnen werd van Saoedi-Arabië. Van bondscoach Lothar Matthäus mocht de doelman het gehele duel meespelen.
| Interlands van Vladislav Stojanov voor Bulgarije | Interlands van Vladislav Stojanov voor Bulgarije | Interlands van Vladislav Stojanov voor Bulgarije | Interlands van Vladislav Stojanov voor Bulgarije | Interlands van Vladislav Stojanov voor Bulgarije | Interlands van Vladislav Stojanov voor Bulgarije |
| №                                                | Datum                                            | Wedstrijd                                        | Uitslag                                          | Competitie                                       | Goals                                            |
| Als speler bij Sheriff Tiraspol                  | Als speler bij Sheriff Tiraspol                  | Als speler bij Sheriff Tiraspol                  | Als speler bij Sheriff Tiraspol                  | Als speler bij Sheriff Tiraspol                  | Als speler bij Sheriff Tiraspol                  |
| ------------------------------------------------ | ------------------------------------------------ | ------------------------------------------------ | ------------------------------------------------ | ------------------------------------------------ | ------------------------------------------------ |
| 1                                                | 12 oktober 2010                                  | Saoedi-Arabië – Bulgarije                        | 0 – 2                                            | Vriendschappelijk                                |                                                  |
| 2                                                | 29 maart 2011                                    | Cyprus – Bulgarije                               | 0 – 1                                            | Vriendschappelijk                                |                                                  |
| 3                                                | 10 augustus 2011                                 | Wit-Rusland – Bulgarije                          | 1 – 0                                            | Vriendschappelijk                                |                                                  |
| 4                                                | 7 oktober 2011                                   | Oekraïne – Bulgarije                             | 3 – 0                                            | Vriendschappelijk                                |                                                  |
| 5                                                | 15 augustus 2012                                 | Bulgarije – Cyprus                               | 1 – 0                                            | Vriendschappelijk                                |                                                  |
| Als speler bij Loedogorets                       |                                                  |                                                  |                                                  |                                                  |                                                  |
| 6                                                | 30 mei 2013                                      | Japan – Bulgarije                                | 0 – 2                                            | Vriendschappelijk                                |                                                  |
| 7                                                | 14 augustus 2013                                 | Macedonië – Bulgarije                            | 2 – 0                                            | Vriendschappelijk                                |                                                  |
| 8                                                | 11 oktober 2013                                  | Armenië – Bulgarije                              | 2 – 1                                            | WK 2014 kwalificatie                             |                                                  |
| 9                                                | 15 oktober 2013                                  | Bulgarije – Tsjechië                             | 0 – 1                                            | WK 2014 kwalificatie                             |                                                  |
| 10                                               | 5 maart 2014                                     | Bulgarije – Wit-Rusland                          | 2 – 1                                            | Vriendschappelijk                                |                                                  |
| 11                                               | 23 mei 2014                                      | Canada – Bulgarije                               | 1 – 1                                            | Vriendschappelijk                                |                                                  |
| 12                                               | 9 september 2014                                 | Azerbeidzjan – Bulgarije                         | 1 – 2                                            | EK 2016 kwalificatie                             |                                                  |
| 13                                               | 10 oktober 2014                                  | Bulgarije – Kroatië                              | 0 – 1                                            | EK 2016 kwalificatie                             |                                                  |
| 14                                               | 16 november 2014                                 | Bulgarije – Malta                                | 1 – 1                                            | EK 2016 kwalificatie                             |                                                  |
| 15                                               | 25 maart 2016                                    | Portugal – Bulgarije                             | 0 – 1                                            | Vriendschappelijk                                |                                                  |
| 16                                               | 6 september 2016                                 | Bulgarije – Luxemburg                            | 4 – 3                                            | WK 2018 kwalificatie                             |                                                  |
| 17                                               | 7 oktober 2016                                   | Frankrijk – Bulgarije                            | 4 – 1                                            | WK 2018 kwalificatie                             |                                                  |
| 18                                               | 10 oktober 2016                                  | Zweden – Bulgarije                               | 3 – 0                                            | WK 2018 kwalificatie                             |                                                  |
| 19                                               | 13 november 2016                                 | Bulgarije – Wit-Rusland                          | 1 – 0                                            | WK 2018 kwalificatie                             |                                                  |

## Erelijst
| Competitie                       |                  |                                                               |                  |                  |
| Competitie                       | Aantal           | Jaren                                                         |                  |                  |
| Sheriff Tiraspol                 | Sheriff Tiraspol | Sheriff Tiraspol                                              | Sheriff Tiraspol | Sheriff Tiraspol |
| -------------------------------- | ---------------- | ------------------------------------------------------------- | ---------------- | ---------------- |
| Divizia Națională                | 2                | 2009/10, 2011/12                                              |                  |                  |
| Cupa Moldavei                    | 1                | 2009/10                                                       |                  |                  |
| Loedogorets                      |                  |                                                               |                  |                  |
| Parva Liga                       | 7                | 2012/13, 2013/14, 2014/15, 2015/16, 2016/17, 2019/20, 2020/21 |                  |                  |
| Cupa Bulgari                     | 1                | 2013/14                                                       |                  |                  |
| Individueel                      |                  |                                                               |                  |                  |
| Bulgaars voetballer van het jaar | 1                | 2014                                                          |                  |                  |